# La rebelión de Tupac Amaru (libro)
La rebelión de Tupac Amaru (título original en inglés: The Tupac Amaru Rebellion) es un libro escrito de género no ficción por el historiador estadounidense Charles F. Walker. El tema del libro es la rebelión de Túpac Amaru II, levantamiento acontecido entre 1780 y 1783 durante el Virreinato del Perú.
La versión original (en idioma inglés) fue publicada por la editorial Harvard University Press el 2014 en Cambridge, Massachuserts, mientras que su versión española, por el Instituto de Estudios Peruanos en Lima, Perú.

## Temática
La rebelión de Tupac Amaru como dice el nombre, se centra en los hechos ocurridos durante la Rebelión de Túpac Amaru II, el libro parte de la premisa, que Túpac Amaru II, no quiso en realidad liberar al Perú como sucedió en la independencia del mismo, sino que apoyaba a la Iglesia Católica e indígenas para que consigan más privilegios en el virreinato del Imperio español.
Además en esta obra, el escritor posiciona a Micaela Bastidas como pieza fundamental en el evento, incluso al mismo nivel o superior al de Túpac Amaru II.